# لفتة الكبد إلى نصيحة الولد
 لفتة الكبد إلى نصيحة الولد هي رسالة أبوية من أب لابنه، ألفها الحافظ ابن الجوزي (508 - 597 هـ) لولده يحثه فيها على طلب العلم وامتثال أوامر الله والانتهاء عن نواهيه.
قال ابن الجوزي في مقدمة الرسالة:
| لفتة الكبد إلى نصيحة الولد | أما بعد، فإني لما عرفت شرف النكاح وفضل الأولاد، ختمت ختمة وسألت الله عز وجل أن يرزقني عشرة أولاد، فرزقني إياهم فكانوا خمسة ذكورا وخمسة إناثـا، فمات من الإناث اثنتان ومن الذكور أربعة، ولم يبق لي من الذكور سوى ولدي أبي القاسم، فسألت اللهَ تعالى أن يجعل فيه الخلف الصالح وأن يبلـغني فيه المنى والمناجح، ثم رأيت منه نوع توان عن الجد في طلب العلم، فكتبت إليه هذه الرسالة أحثه بها على طلب العلم وأحركه على سلوك طريقي في كسب العلم، وأدله على الالتجاء إلى الموفق سبحانه، مع علمي بأنه لا خاذل لمن وفق ولا مرشد لمن أضل، لكن قد قال تعالى : وتواصوا بالحق تواصوا بالصبر ، وقال تعالى : فذكر إن نفعت الذكرى، ولا حول ولا قوة إلا بالله العلي العظيم | لفتة الكبد إلى نصيحة الولد |